# أيزو/أي إي سي جاي تي سي1/ دبليو جي7
أيزو/أي إي سي جاي تي سي1/ دبليو جي7 (بالإنجليزية: ISO/IEC JTC 1/WG 7)‏ شبكات الاستشعار هي مجموعة عمل معيارية من اللجنة الفنية المشتركة المنظمة الدولية للمعايير واللجنة الكهروتقنية الدولية، والتي تطور وتسهل المعايير في مجال شبكات الاستشعار، الأمانة الدولية لـ أيزو/أي إي سي جاي تي سي1/ دبليو جي7 هي الوكالة الكورية للتكنولوجيا والمعايير، ومقرها جمهورية كوريا.

## تاريخ
تم إنشاء أيزو/أي إي سي جاي تي سي1/ دبليو جي7 في أكتوبر 2009 بموجب القرار 34 للجلسة العامة الرابعة والعشرين للجنة النقل المشتركة 1 في تل أبيب. تم إنشاء المجموعة بهدف إنشاء مجموعة عمل أيزو/أي إي سي جاي تي سي1 من شأنها تطوير وتسهيل تطوير المعايير الدولية لشبكات الاستشعار. مجموعة العمل هي خليفة أيزو/أي إي سي جاي تي سي1/إس جي إس إن/1 ، مجموعة الدراسة حول شبكات الاستشعار، والتي تأسست في عام 2007 ، في الجلسة العامة الثانية والعشرين للجنة المشتركة الأولى (جاي تي سي1). تم نقل جميع أنشطة التقييس وأعضاء أيزو/أي إي سي جاي تي سي1/إس جي إس إن/1 إلى أيزو/أي إي سي جاي تي سي1/ دبليو جي7 بعد إنشائها.